# معتوق

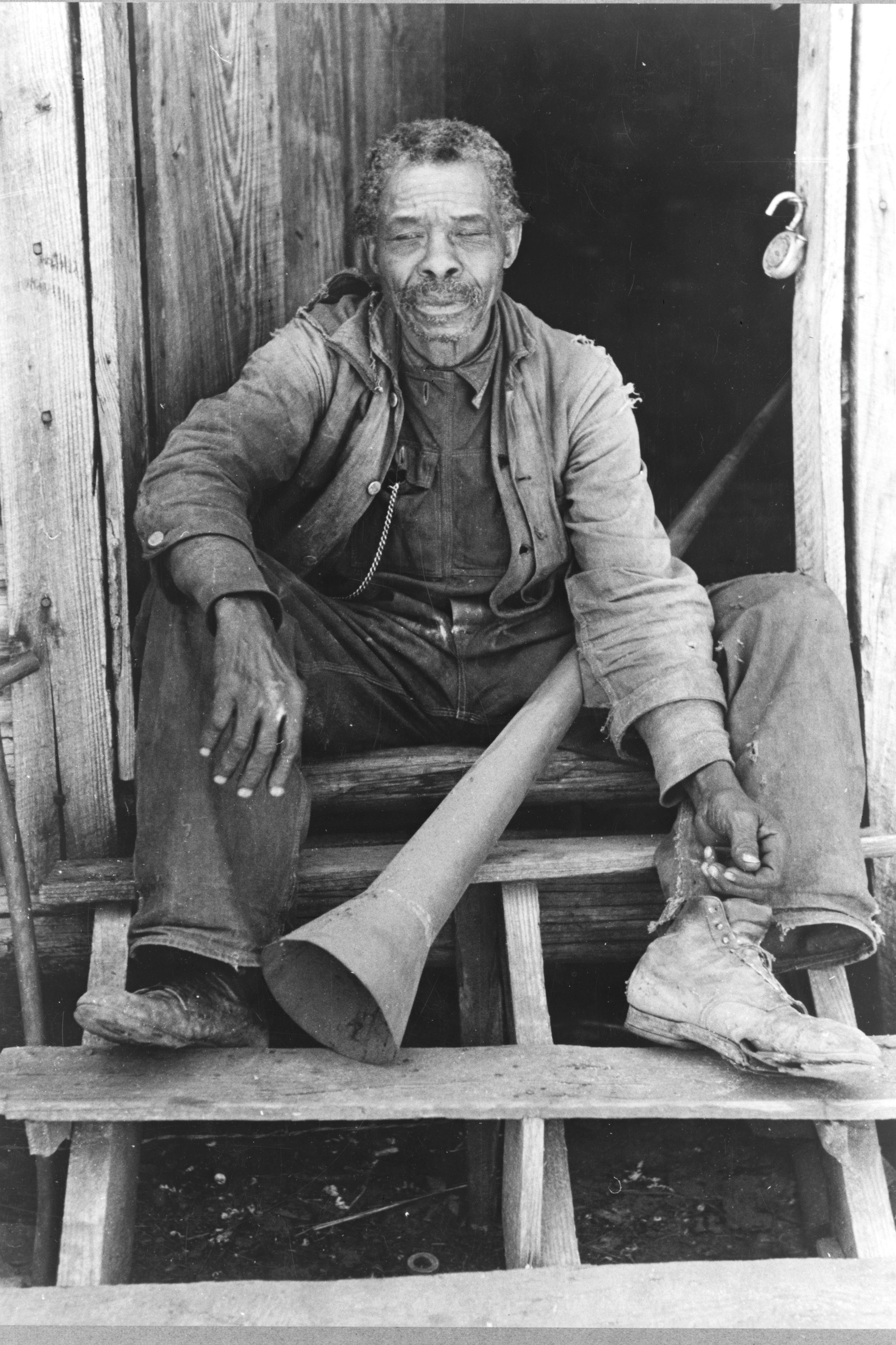
رجل مسن عاش خلال فترة حياته بصفة عبد بولاية تكساس عام 1939م.

المعتوق أو العتيق (بالإنجليزية: Freedman)‏ ، هو مصطلح ينطبق على الأشخاص المستعبدين، والذين أُعتِقوا، وهذا المصطلح ظهر في الولايات المتحدة الأمريكية.

## مصدر
1. ↑  منير البعلبكي؛ رمزي البعلبكي (2008). المورد الحديث: قاموس إنكليزي عربي (بالعربية والإنجليزية) (ط. 1). بيروت: دار العلم للملايين. ص. 468. ISBN:978-9953-63-541-5. OCLC:405515532. OL:50197876M. QID:Q112315598.
2. ↑  Fergus Millar, The Crowd in Rome in the Late Republic (University of Michigan, 1998, 2002), pp. 23, 209.